# Namen Seouls
Seoul (koreanisch 서울, koreanische Aussprache: [sɔʊl]/[sʌ.ul] anhörenⓘ, anglisierte Aussprache: [soʊl]) ist der Name der größten Stadt der Koreanischen Halbinsel und Hauptstadt Südkoreas. In verschiedenen Umschriften verwenden ihn mittlerweile alle großen Sprachen der Welt.
Seoul ist sowohl der deutsche Name dieser Stadt (früher auch Sŏul und Söul geschrieben) als auch der koreanische Name nach der Umschrift der revidierten Romanisierung (RR).

## Etymologie
Seoul (서→seo, 울→ul) ist die amtliche Umschrift des koreanischen Namens nach dem offiziellen südkoreanischen Romanisierungssystem, das das Kulturministerium im Jahr 2000 revidierte.
Die vollständige Name ist Seoul teukbyeolsi (RR; deutsch: „besondere Stadt Seoul“; Hangeul: 서울특별시, Hanja: 서울特別市).
Der Ursprung des Wortes „Seoul“ lässt sich auf die Namen der Hauptstadt von Silla, Gyeongju, zurückführen, die als Seorabeol (서라벌; 徐羅伐), Seobeol (서벌; 徐伐), Seonabeol (서나벌; 徐那伐) oder Seoyabeol (서야벌) bekannt war. Außerdem wurde die Hauptstadt des späteren Baekje-Reiches, Buyeo (扶餘), als „Soburi“ (소부리; 所夫里) bezeichnet. Diese Beispiele zeigen, dass der Begriff „Seoul“ in der Zeit der Drei Königreiche als allgemeiner Begriff für Hauptstädte verwendet wurde. Der Name Seoul entstammt ausschließlich der koreanischen Sprache und es gibt demnach keine Hanjaschreibung für den Namen, nur für den Zusatz „besondere Stadt“ (特別市, RR: teukbyeolsi). In zusammengesetzten sinokoreanischen Wörtern wird manchmal das sino-koreanische gyeong (경, 京, ebenfalls „Hauptstadt“) benutzt.

### Koreanische Aussprache
Die koreanische Aussprache (je nach Sprecher [ˈsɔ.ul] o. ä.) des Namens Seoul ähnelt der des englischen Wortes soul („Seele“).
Seoul besteht aus den Silben seo und ul, wird also nicht „se-oul“ ausgesprochen. Das s wird stimmlos gesprochen (wie in „Mars“). Das e und o werden nicht einzeln ausgesprochen, sondern zusammen wie das „o“ in „offen“ (die beiden Buchstaben umschreiben zusammen einen einzigen Buchstaben in der koreanischen Originalorthographie). Das u und l werden wie im Deutschen ausgesprochen, etwa in „Stuhl“. Wie bei fast allen koreanischen Wörtern wird die erste Silbe (Seo-) betont.

## Geschichte
Viele koreanische Städte haben eine ähnlich wechselvolle Namensgeschichte wie Seoul; oft bezeichnet ein Name je nach Zeit unterschiedliche Städte.
Der Name Wirye wird mit im Olympiapark entdeckten Siedlungsresten in Verbindung gebracht; es ist indes nicht geklärt, inwieweit und wo es Wirye tatsächlich gegeben hat und ob der Name eine Befestigung (위례성, 慰禮城, Wiryeseong) bezeichnet hat. In der Zeit als Hauptstadt von Baekje wurde es Hanseong (한성, 漢城, etwa „Stadt am Hangang“) genannt. In der Silla-Zeit wurde es Hanyang (한양, 漢陽) genannt; in der Goryeo-Zeit hieß es Namgyeong (남경, 南京, „südliche Hauptstadt“). Der Regierungssitz wurde mehrmals für kurze Zeit vom nordwestlich Seouls im heutigen Nordkorea gelegenen Kaesŏng nach Seoul verlegt. Während der Joseon-Dynastie wurde Seoul endgültig Hauptstadt und erhielt wieder wie zur Baekje-Zeit den Namen Hanseong (한성, 漢城).
Während der japanischen Besatzungszeit war der amtliche Name der Stadt 京城, was auf Japanisch Keijō, auf Koreanisch Gyeongseong (경성) ausgesprochen wird. Bereits 1900 war der Seouler Bahnhof unter diesem Namen eröffnet worden.
Während der Goryeo-Zeit bezeichnete der Name Gyeongseong das oben erwähnte heutige Kaesŏng. Nach dem Zweiten Weltkrieg wurde der Name unüblich, und nur Seoul und Hanseong wurden noch gebraucht.
Am 15. August 1946, dem ersten Jahrestag des Endes der japanischen Herrschaft, wurde der Name offiziell von Gyeongseong nach Seoul geändert.
Im Gegensatz zu Gyeongseong werden die Namen Hanyang und Hanseong oft in Eigennamen von Restaurants o. ä. benutzt.

## Namen in anderen Sprachen

### Deutsch

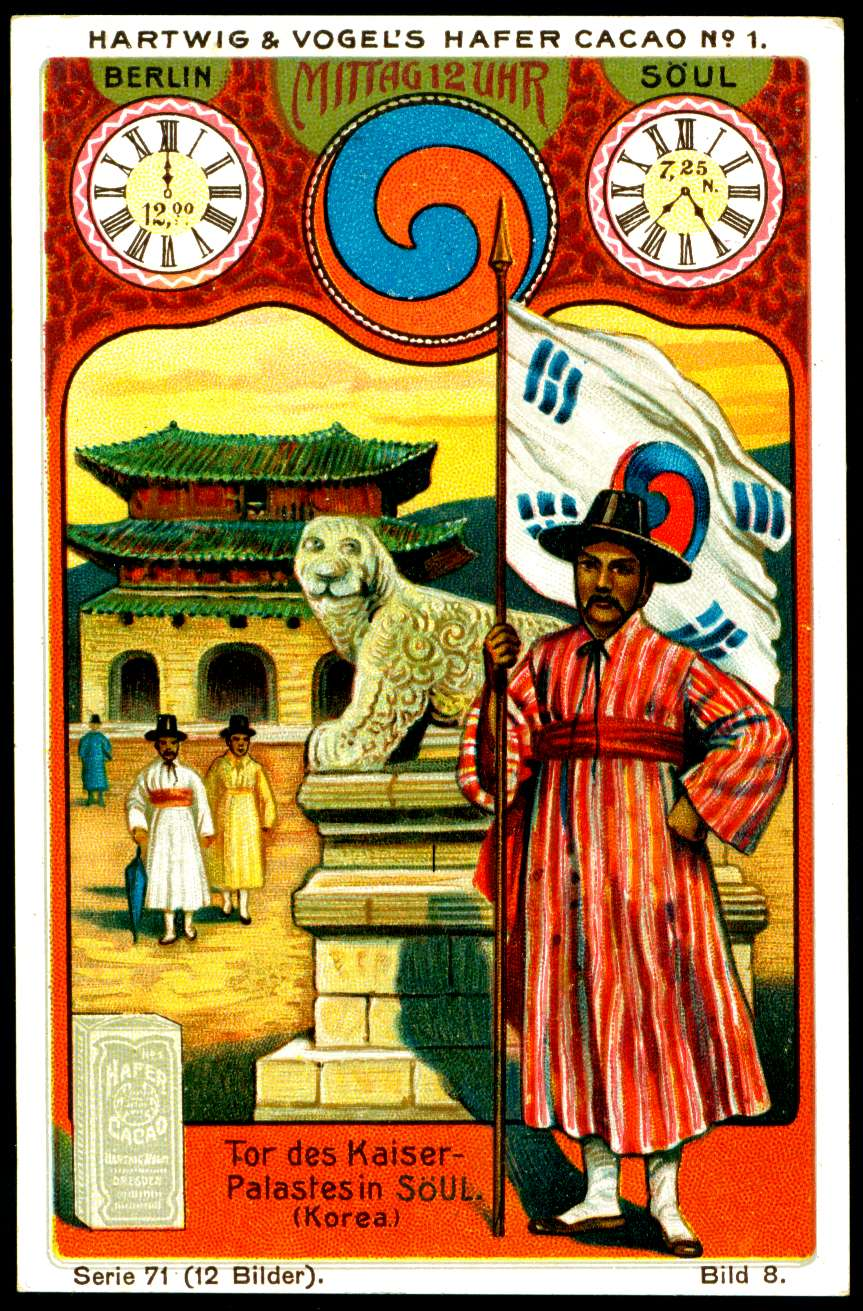
Eine Sammelkarte des deutschen Süßwarenherstellers Hartwig & Vogel von vor 1912 mit einer Szene des Gyeongbuk-Palastes. Hier wurde die Schreibweise Söul verwendet.

Der deutsche Name der Stadt entspricht dem Koreanischen und wird heute Seoul geschrieben, nach dem Revidierte-Romanisierung-Umschriftsystem der koreanischen Regierung, amtlich im Jahre 2000.
Früher waren noch die Schreibungen Sŏul und Söul üblich. Die Schreibung Sŏul des koreanischen Hauptstadtnamens ist nach der teilweise auch heute noch verwendeten Umschrift nach George M. McCune und Edwin O. Reischauer – kurz McCune-Reischauer-Umschrift; Söul ist die Umschrift des Hauptstadtnamens nach einem heute unüblichen System des deutschen Sprachraums. Sewul ist nach der Yale-Umschift des Koreanischen.

#### Alte deutsche Aussprache
In Wörterbüchern wurde lange Zeit die stark von der koreanischen Aussprache abweichende Aussprache [seˈuːl] angegeben. Mittlerweile ist die Aussprache des Namens wie im Koreanischen üblich geworden. Auch der Duden bietet mittlerweile auf seiner Website ein Sprachbeispiel mit der Aussprache [sɔʊl] an.

### Englisch
Im Englischen ist die Schreibung Seoul seit langem etabliert und wurde bereits vor der Schaffung der Umschriftsysteme McCune-Reischauer und RR verwendet.
Die heutige lateinische Schreibung entspricht zwar der Umschrift des koreanischen Namens (Seoul: 서→seo, 울→ul) nach der im Jahr 2000 geschaffenen RR, die in Südkorea die bis dahin offizielle Umschrift Sŏul ablöste, existierte aber schon viel früher, wohl als Vereinfachung der französischen Missionarsumschrift Se-oul (서→se, 울→oul).

#### Englische Aussprache
Der koreanischen Aussprache oder der des Wortes soul entsprechend.

### Chinesisch
Nach einem am 18. Januar 2005 von Bürgermeister Lee Myung-bak bekanntgegebenen Beschluss ihrer Regierung heißt die Stadt auf Chinesisch Shou'er (chin. 首爾 / 首尔,  shǒu'ěr), was die Regierung der Volksrepublik China im Oktober 2005 übernahm. Shou'er als Lautübertragung des koreanischen Seoul in die Phonologie des Hochchinesischen ist kein traditioneller sinokoreanischer oder chinesischer Name, sondern eine koreanische Neuschöpfung des 21. Jahrhunderts, die in einem Wettbewerb aus über tausend Vorschlägen wie Suoi (Hanja 首午爾 Hangeul 수오이 suoi, chin. Shouwu'er 首午爾 / 首午尔,  shǒuwǔ'ěr), Suok (Hanja 首沃 Hangeul 수옥 suok, chin. Shouwo 首沃,  shǒuwò – „fruchtbare Haupt(stadt)“) oder Junggyeong (Hanja 中京 Hanguel 중경 junggyeong, chin. Zhongjing 中京,  zhōngjīng – „zentrale Hauptstadt“) ausgewählt wurde.
Bis 2005 wurde auf Chinesisch 漢城 / 汉城,  Hànchéng, der alte koreanische Name 漢城 Hanseong, verwendet.

### Japanisch
Im Japanischen wird so'uru (jap. ソウル) in Katakana als Umschrift des koreanischen Namens benutzt.

## Schreibweisen
Schreibweisen für den amtlichen koreanischen Namen Besondere Stadt Seoul sind in der Tabelle am Anfang des Artikels Seoul aufgelistet.